# Myrmecophryne formiceticola
Myrmecophryne formiceticola är en insektsart som beskrevs av George Willis Kirkaldy 1906. Myrmecophryne formiceticola ingår i släktet Myrmecophryne och familjen dvärgstritar. Inga underarter finns listade i Catalogue of Life.